# Romano Mombelli
Romano Mombelli (* 20. August 1992 in Solothurn) ist ein Schweizer Schwimmsportler und schnellster Schwimmer bei der Durchquerung der Straße von Bonifacio.

## Werdegang
Romano Mombelli besuchte die Sonderklasse für Sport und Kultur an der Kantonsschule Solothurn. Seinen ersten Erfolg im Extremschwimmen erreichte er mit dem Durchschwimmen der Straße von Gibraltar am 5. April 2014.
Am 5. September 2015 durchschwamm er in Rekordzeit den Brienzersee von Bönigen nach Brienz in einer Zeit von 3 Stunden und 18 Minuten.
In der Nacht vom 12. Oktober 2015 auf den 13. Oktober 2015 versuchte er den Kaiwi Channel auf Hawaii zu durchschwimmen. Kurz nach dem Start wurde er jedoch von mehreren Portugiesischen Galeeren gestochen und musste den Versuch nach Lähmungserscheinungen aufgeben. Das Projekt wurde vom Schweizer Radio und Fernsehen in einem Dokumentarfilm für das Format Sommer-Challenge festgehalten.
Die Straße von Bonifacio durchschwamm Romano Mombelli am 7. November 2015 in der Weltrekordzeit von 3 Stunden und 40 Minuten.
Im Juli 2016 durchquerte er als erster Schwimmer der Geschichte innert drei Tagen den Murtensee, den Neuenburgersee und den Bielersee. Anschliessend folgte er schwimmend dem Verlauf der Aare von Biel nach Solothurn. Romano Mombelli legte innert vier Tagen eine Gesamtdistanz von 105 km zurück.
Das Pionierprojekt Sarganserland, absolvierte Romano Mombelli im Juli 2017. Er durchschwamm dabei innerhalb von vier Tagen den Walensee, den Linthkanal, den Obersee sowie den Zürichsee. Mombelli legte die Gesamtdistanz von 73 km in 18 Stunden und 44 Minuten zurück.
Im Juli 2018 nahm der Schwimmer ein weiteres Pionierprojekt in Angriff: Bei eisigen Wassertemperaturen zwischen 11 und 16 °C durchquerte er innert viert Tagen sechs Bündner Bergseen. Dies mehrheitlich ohne Neoprenanzug. In der Auftaktetappe absolvierte er eine vierfache Längsquerung des Marmorerastausees. Aus Sicherheitsgründen trug der Solothurner für die Längsquerung des Stausees einen Neoprenanzug. Auf den Marmorerasee folgte die doppelte Längsquerung des 5 km langen Silsersees in 2 Stunden und 19 Minuten. Bei der dritten Etappe längsquerte er den Silvaplanersee doppelt. Nach dem Silvaplanersee schloss Mombelli das Projekt Grischun mit mehr Seen ab als ursprünglich geplant: Nebst dem St. Moritzersee durchquerte er auch noch den Lej suot da Silvaplauna und den Lej da Champfèr. Insgesamt absolvierte er eine Distanz von 37 km.
Am 4. Oktober 2019 startete Romano Mombelli die Durchquerung des Ärmelkanals von Samphire Hoe (Dover) nach Calais. Die Meerenge zwischen England und Frankreich ist rund 21 Meilen (33,8 km) breit. Der Schwimmer musste den Versuch nach über 5 Stunden aufgrund physischer Probleme abbrechen.
Am 18. Juli 2019 durchquerte Mombelli die 21 – 25 km lange Strecke zwischen der Insel Fehmarn (Deutschland) und Rødby (Dänemark) in 5 Stunden 24 Minuten und 11 Sekunden. Das ist laut Veranstalter die viertschnellste Zeit in der Geschichte des Marathonschwimmens auf Fehmarn. Die Beltquerung zählt zu den härtesten Langstreckenschwimmen weltweit. Der Start erfolgte am Donnerstagmorgen um 4:04 Uhr. Nach gut einer Stunde musste der Schwimmer bereits einen Rückschlag hinnehmen, da er in ein Feld voller Feuerquallen geriet, die ihm Verbrennungen im gesamten Gesicht zufügten. Daraufhin folgten weitere Quallenfelder bis Rødby.
Am Freitag, dem 23. August 2019, gelang Romano Mombelli und Andrea Gisiger die erfolgreiche Durchquerung des Ärmelkanals. Das Team, Jura & Trois-Lacs, legte die Strecke zwischen Samphire Hoe (England) und Cap Gris-Nez (Frankreich) in 11 Stunden und 48 Minuten zurück. Die Vorgaben der Channel Swimming Association besagen, dass die Schwimmer sich stündlich abwechseln müssen. Dieser Turnus wird nebst der Wassertemperatur, den Koordinaten und der Armzugfrequenz von einem Observer strikte kontrolliert und stündlich protokollierte. Jura & Trois-Lacs sind das dritte Schweizer-Team, welches es jemals über diesen Kanal schaffte.
Am Samstag, dem 31. August 2019, gewann Romano Mombelli den ersten Swiss OpenWater-Cup.
Im August 2020 nahm Mombelli das Projekt Uri Schweiz und Untergang 2.0 in Angriff und durchschwamm den Zugersee und den Vierwaldstättersee innert zwei Schwimmtagen. Die erste Etappe, den 15 km langen Zugersee von Arth Goldau nach Zug durchschwamm er in einer Zeit von 3 Stunden 32 Minuten und 48 Sekunden. Anschliessend durchschwamm er am Mittwoch, den 26. August den – für seine unberechenbare Thermik berüchtigten – Vierwaldstättersee. Der Start erfolgte frühmorgens in Flüelen und der Schwimmer war zwischenzeitlich mit über 4 km/h unterwegs und hatte einen Vorsprung von 60 Minuten auf die erwartete Schwimmzeit. Ab Vitznau kam dann ein starker Westwind auf, der bis ins Luzerner Seebecken hinein anhielt. Eine Herausforderung stellten die daraus resultierenden Kabelwellen dar, die vom Schwimmer zusätzlichen Kraftaufwand fordern und die Schwimmgeschwindigkeit verlangsamen. Nach einer nur zweieinhalb monatigen Vorbereitungszeit meisterte er diese über 38 km lange Längsquerung in einer Rekordzeit von 12 Stunden 38 Minuten und 45 Sekunden. Dies ist die erste und schnellste Nonstop-Durchquerung des Vierwaldstättersees. Vor ihm hat nur der Schweizer Open Water Schwimmer Jürg Ammann diesen See zu meistern versucht. Zeitgleich zur schwimmerischen Challenge wurde auf den sozialen Medien das namensgebende Schweizer Kultradiospiel inszeniert.
Anlässlich des 23. Schwimmfestival am Neusiedlersee am 12./13. September 2020 konnte Mombelli den HEAD Hero Preis der Kategorie Klasse International Männlich entgegennehmen, der seit 2018 von den Austrian Open Water Majors vergeben wird.
Am 17. September 2021 durchquerte Mombelli die Strasse von Messina doppelt. Er schwamm die 7,5 km von Sizilien nach Kalabrien und wieder zurück, in einer Zeit von 1 Stunde 26 Minuten und 46 Sekunden.
Am 9. August 2023 meisterte Mombelli die Solo-Durchquerung des Ärmelkanals von Samphire Hoe (GB) bis nach Cap Gris-Nez (FR). Er legte die Distanz in einer schnellen Zeit von 11 Stunden 38 Minuten zurück. Unterwegs wurde der Schwimmer von Krämpfen in den Beinen und Quallenstichen geplagt. Erst drei Schweizer Schwimmerinnen und ein Schweizer Schwimmer haben vor ihm den Ärmelkanal solo durchschwommen. Als Vorbereitung für seine Solo-Durchquerung startete Mombelli am 24-Stunden-Schwimmen in Meinigen (DE) und legte dabei 59,6 km zurück.
Trainiert wird er seit Februar 2016 vom international tätigen Schwimmtrainer Dirk Lange.
Romano Mombelli ist Student der Germanistik und Geschichte an der Universität Bern und wohnt in Solothurn.

## Sportliche Erfolge
| Datum/Jahr     | Durchquerung                             | Austragungsort          | Zeit     | Bemerkung |
| -------------- | ---------------------------------------- | ----------------------- | -------- | --- |
| 09. Aug. 2023  | Ärmelkanal                               | Dover                   | 11:38:00 | Solo Durchquerung des Ärmelkanals von Samphire Hoe (GB) nach Cap Gris-Nez (FR) über 42 km. Wassertemperatur 17° C. |
| 17. Sept. 2021 | Strasse von Messina                      | Sizilien                | 1:26:00  | Doppelte Durchquerung der Strasse von Messina. 7,5 km Schwimmdistanz von Torre Faro nach Kalabrien und zurück. |
| 26. Aug. 2020  | Vierwaldstättersee                       | Luzern                  | 12:38:45 | Erste und schnellste Nonstop-Durchquerung des Vierwaldstättersees von Flüelen nach Luzern. Starker Westwind ab Vitznau bis ins Luzerner Seebecken hinein. Über 38 km lange Königsetappe des Projekts Uri Schwyz und Untergang 2.0. |
| 24. Aug. 2020  | Zugersee                                 | Zug                     | 03:32:48 | Längsquerung des ca. 15 km langen Zugersees von Art Goldau nach Zug. Auftaktetappe zum Projekt Uri Schwyz und Untergang 2.0. |
| 23. Aug. 2019  | English Channel Relay                    | Dover                   | 11:48:00 | Durchquerung des Ärmelkanals von Samphire Hoe (GB) nach Cap Gris-Nez (FR) über 44 km, als Team Jura & TroisLacs, zusammen mit Andrea Gisiger. Wassertemperatur 18 °C.                                                              |
| 18. Juli 2019  | Beltquerung                              | Fehmarn                 | 05:24:11 | Durchquerung von Puttgarden (DE) nach Rødby (DK) über 21,2 km. Viertschnellste Zeit. Wassertemperatur 16 °C. |
| 19. Juli 2018  | St. Moritzersee                          | St. Moritz              | 00:51:47 | Doppelte Längsquerung über 4 km. Wassertemperatur 16 °C (ohne Neoprenanzug). |
| 19. Juli 2018  | Champfèrersee und Lej suot da Silvaplana | Silvaplana              | 00:52:42 | Doppelte Längsquerung über 4 km. Wassertemperatur 11 °C (ohne Neoprenanzug). |
| 18. Juli 2018  | Silvaplanersee                           | Sils                    | 01:52:00 | Doppelte Längsquerung von Sils nach Silvaplana über 7 km. Wassertemperatur 15 °C (ohne Neoprenanzug). |
| 17. Juli 2018  | Silsersee                                | Sils Baselgia           | 02:19:00 | Doppelte Längsquerung von Sils Baselgia nach Maloja über 11 km. Wassertemperatur 15 °C (ohne Neoprenanzug). |
| 16. Juli 2018  | Marmorerasee                             | Marmorera               | 02:38:00 | 4-fache Längsquerung des Stausees über 11 km. Wassertemperatur 12–13 °C. |
| 20. Juli 2017  | Zürichsee                                | Zürich                  | 08:28:00 | Längsquerung von Rapperswil nach Zürich über 28 km. |
| 19. Juli 2017  | Obersee                                  | Rapperswil              | 02:56:00 | Längsquerung von Schmerikon nach Rapperswil über 14 km. |
| 18. Juli 2017  | Linthkanal                               | Weesen                  | 02:19:00 | Durchquerung von Weesen nach Schmerikon über 15 km. |
| 17. Juli 2017  | Walensee                                 | Walenstadt              | 05:01:00 | Längsquerung von Walenstadt nach Weesen über 16 km. |
| 15. Juli 2016  | Aare                                     | Biel – Solothurn        | 05:12.00 | Von Biel nach Solothurn durch die Schleuse Port über 32 km. |
| 14. Juli 2016  | Bielersee                                | Biel/Bienne             | 04:42.00 | Längsquerung von Le Landeron nach Biel über 18 km und leichtem Joran. |
| 13. Juli 2016  | Neuenburgersee                           | Neuenburg               | 12:09:00 | Längsquerung von Yverdon-les-Bains nach St. Blaise über 44 km unter erschwerten Bedingungen bei Joran. |
| 11. Juli 2016  | Murtensee                                | Murten                  | 02:08:00 | Längsquerung von Avenches nach Löwenberg über 9 km. |
| 7. Nov. 2015   | Straße von Bonifacio                     | Santa Teresa di Gallura | 03:40:00 | Durchquerung von Korsika nach Sardinien über 16 km. Weltrekord in 3 Stunden und 40 Minuten. |
| 5. Sep. 2015   | Brienzersee                              | Brienz                  | 03:18:00 | Längsquerung von Bönigen nach Brienz über 14 km. Wassertemperatur 16 °C. |
| 5. Apr. 2014   | Strasse von Gibraltar                    | Tarifa                  | 03:58:00 | Durchquerung von Tarifa in Spanien nach Buyones Point in Marokko über 21 km. Wassertemperatur 14 °C. |